# Ildacilde do Prado Lameu
Ildacilde do Prado Lameu (Divino, 1947 - Duque de Caxias, 9 de março de 2005), também conhecida como Dona Ilda, Ilda Furacão ou Ilda do Facão, foi uma líder comunitária e agricultora que atuou no bairro Capivari, periferia do município de Duque de Caxias, na Baixada Fluminense, região metropolitana do Rio de Janeiro. Foi a fundadora do grupo Justiceiras do Capivari.

## Biografia
Dona Ilda nasceu no município de Divino, em Minas Gerais, no ano de 1947. Mudou-se para o Rio de Janeiro em 1959. Conheceu o bairro de Capivari em 1968, quando seus pais adotivos, que moravam em Copacabana, compraram uma chácara na região. Mudou-se definitivamente para a Baixada Fluminense apenas em 1980, no entanto, seu empenho em melhorar a situação da região tem início já nos anos 60.
O aparecimento constante de cadáveres próximos às casas de pessoas moradoras do Capivari marca o início da atuação de Dona Ilda em uma luta constante contra a violência. Segundo entrevista concedida ao pesquisador Linderval Augusto Monteiro, Dona Ilda relata que os cadáveres relacionavam-se com a atuação de esquadrões da morte ligados às ações exterminadoras das polícias cariocas, que auxiliavam a repressão política dos governos militares existentes no Brasil no contexto de Ditadura civil-militar.
Buscando melhorar as condições de vida no bairro, e conscientizar seus vizinhos e vizinhas, Dona Ilda os (as) incentiva com discursos desafiadores de crítica ao bairro e a governantes. Além disso, ela própria se empenha em atividades como capinar as ruas, abrir valas de esgoto, comprar entulho que era utilizado para diminuir os buracos das ruas e permitir a entrada de veículos, distribuir sopa para pessoas desempregadas no quintal de sua casa, acolher e “resolver” casos de violência e levar os mais graves para polícia exigindo uma ação por parte dos policias.
Era descrita por vizinhos e vizinhas como “uma mulher que luta e resolve tudo quanto é tipo de assunto e não tem medo de nada”, “mãe de todo mundo”, “pessoa mais importante do Capivari”.
Dona Ilda acreditava que os problemas do bairro, em parte, eram causados pela pouca ocupação do espaço naquele momento. Ela passa então a incentivar que pessoas dispostas a ocupar e cultivar aquela área invadam as propriedades com o objetivo de poderem ter como se sustentar.
O plano surtiu efeito e o bairro do Capivari aumentou vastamente sua população nos últimos anos da década de 90. Com o aumento da população outros problemas chegaram, dentre eles, os casos de violência contra mulheres e crianças.

### O surgimento do grupo "Justiceiras do Capivari"[2]
Com sucessivos casos de estupro e outros tipos de violência contra a mulher na região do Capivari , Dona Ilda decide mobilizar as mulheres da vizinhança para a criação de um grupo que cuidaria da segurança de mulheres e crianças. Surge então o grupo "Justiceiras do Capivari" em 1998. O surgimento do grupo marca substancialmente as suas ações de Dona Ilda no bairro, que passa a ter como principal preocupação o combate à violência contra a mulher. As atividades do grupo iam desde abrir caminho no meio do matagal, acompanhar mulheres e crianças até a escola e pontos de ônibus no caminho de volta para casa, até "capturar" agressores e estuprados da região e levá-los para polícia. As mulheres andavam armadas com enxadas, foices e facões e mantinham os rostos cobertos por lenços.
Durante o período em que o grupo atuou na região (1998 - 2005) os casos de violência contra a mulher diminuíram, tendo quase chegado a zero.
Conflito local e assassinato
Com o crescimento da população na Baixada Fluminense alguns grupos ligados ao tráfico de drogas ocuparam a região. Dona Ilda mantinha uma relação amistosa com os novos moradores e moradoras, mas não aceitava que o tráfico agisse próximo às escolas do bairro. Com isso, iniciou-se uma disputa de território que culminou com o assassinato da líder comunitária. Dona Ilda foi morta no portão de sua casa com 4 tiros. "Índia", chefe do tráfico na favela "Vai-quem-quer", teria sido a mandante do crime.

## Curiosidades
Tinha como sonho de infância o desejo de ser atriz de televisão. Dona Ilda chegou a ser figurante da TV Globo, fato que ela rememorava com um misto de orgulho e decepção.